# Médaillon contorniate

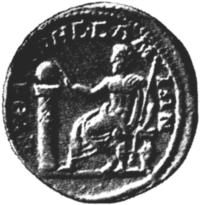
Un contorniato représentant probablement Pythagore.

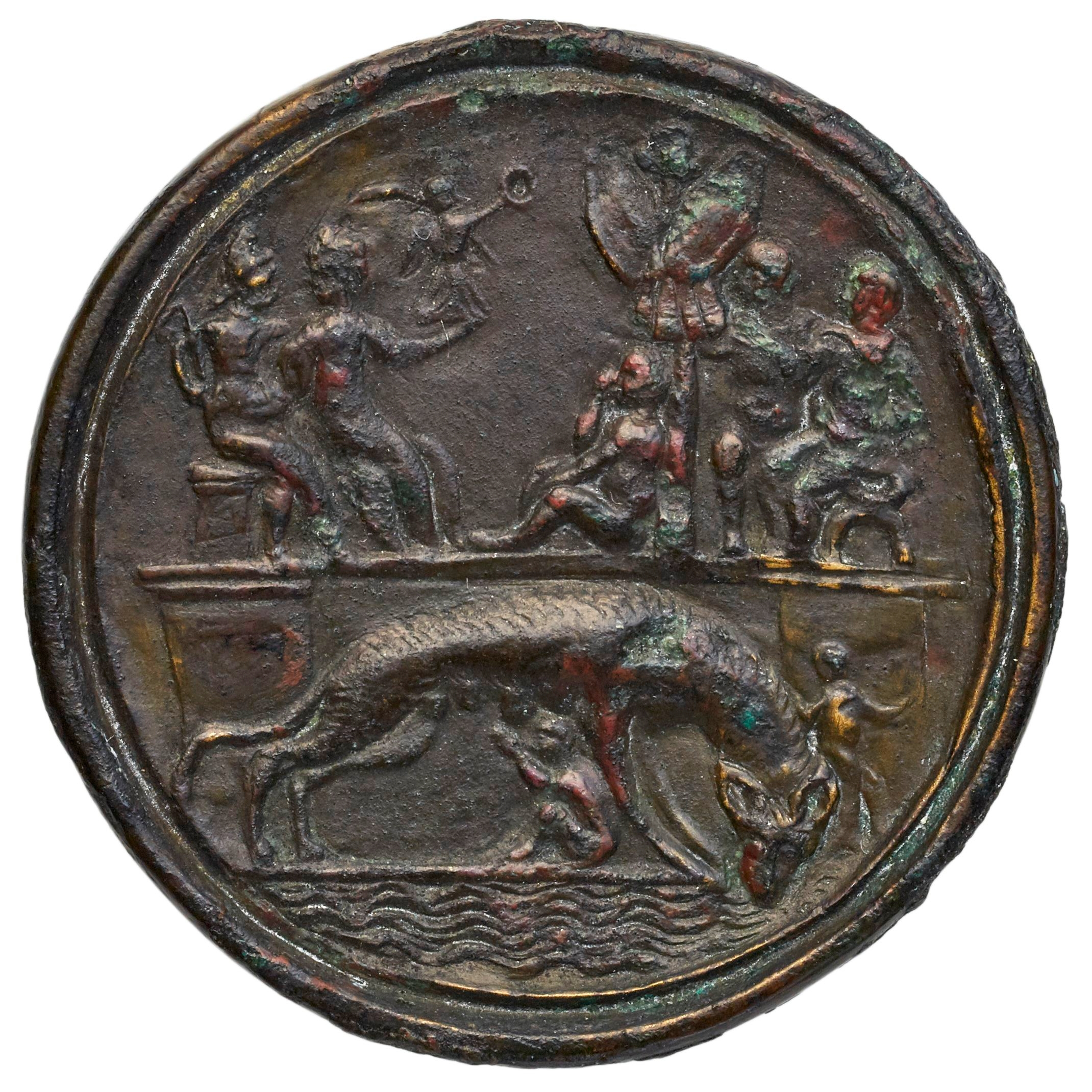
Revers d'un contorniate à l'effigie de Trajan, représentation de la louve capitoline.

Un contorniato (au pluriel contorniati), francisé en contorniate, est un jeton en bronze d'époque romaine. Bien que leur interprétation sur leur usage monétaire ou non soit controversée, ils présentent un grand intérêt pour l'archéologie romaine.

## Description
Le terme italien de contorniato, apparu chez les antiquaires au XVIIe siècle, désigne des objets en bronze en forme de pièce de monnaie, fabriqués en Italie entre le IVe siècle et le Ve siècle, distincts des grandes monnaies de bronze, sesterces ou autres médaillons de bronze, par leur diamètre supérieur pour un poids moindre. Ce nom leur vient de la forme de leur contour, ou sillon parfaitement circulaire, présent sur les deux faces où sont représentés images, symboles divers ou monogrammes. La Bibliothèque nationale de France en possède une des plus importantes collections au monde, plus de 300 exemplaires.
Les médaillons contorniates sont souvent coulés plutôt que frappés, toujours en bronze, et n'ont pas de correspondance institutionnelle avec une valeur monétaire, bien qu'ils représentent en général le poids approximatif d'un sesterce.
Le sujet côté avers est presque toujours un personnage illustre : un empereur, un philosophe, un héros ou  un athlète, dans un style très proche des modèles utilisés sur les monnaies, avec une légende circulaire parfois modifiée. Le revers représente des aspects les plus divers de la vie romaine sont représentés, le plus souvent en rapport avec les jeux du cirque, principalement les courses de char. D'autres présentent une divinité ou une scène mythologique. Les figures sont presque toujours accompagnées d'une explication du sujet en latin ou même en grec. Le lien entre les deux sujets représentés n'obéit à aucune règle claire.

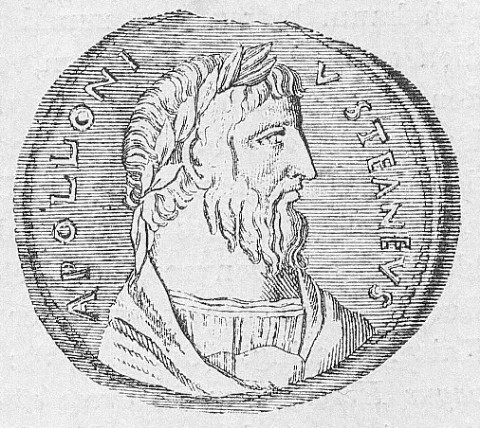
Reproduction d'un contorniate d'Apollonius de Tyane - 1885.

La série des hommes de lettres comprend douze célébrités représentant pour les Romains le socle de la culture païenne, les grecs Homère, Solon, Euripide, Socrate, Démosthène, Anaxarchos, et romains Accius, Térence, Saluste, Horace, Apollonius de Tyane et Apulée. Six d'entre eux sont représentés portant la barbe, longue et épaisse, sauf Saluste, seul historien de la série qui le porte en double collier, selon une mode attestée sur certaines monnaies de l'empereur Julien (361-363).

## Études et interprétations
Les contorniates ont fait l'objet de nombreuses publications. Le traité de Sigebert Havercamp publié en 1722 en décrit 85, Joseph Hilarius Eckhel aborde longuement le sujet en 1798 dans son Doctrina numorum veterum, à sa suite Justin Sabatier étudie 240 contorniates dans sa Description générale des médaillons contorniates de 1860. L'ouvrage le plus récent et le remarqué est celui d'Andreas Alföldi en 1943, commenté par André Piganiol puis complété par une seconde édition en 1976. Andreas Alföldi date l'émission des premiers contorniates entre 356 et 359, ce qui coïnciderait avec le voyage de Constance II à Rome, administrée par le préfet de la Ville païen Memmius Vitrasius Orfitus.
Les contorniati ne servaient pas de monnaie. De nombreuses interprétations ont été formulées sur leur usage : médailles commémoratives des jeux du cirque pour Justin Sabatier, tessères employées lors des distributions de blé selon François Lenormant, simples pions de jeux d'échiquiers d'après Fröhner. Selon l'hypothèse émise en 1938 par Andreas Alföldi, les contorniates étaient distribués comme présent par les élites romaines et l'empereur en début d'année, une forme d'étrennes,.
Selon une opinion répandue auprès des chercheurs, on se les échangeait avant les jeux du cirque. Il semble aussi qu'au cours de la période qui va du règne de Flavius Honorius à celui d'Anastase Ier, la monnaie se raréfiant, ces pièces monétiformes furent utilisées comme espèces.[réf. nécessaire]
Pour Santo Mazzarino, les contorniati devaient être « des médaillons distribués à l'occasion des grands fêtes et de jeux romains, une célébration de la culture traditionnelle » à l'instar de cette pecunia spectaculis citée dans un édit du Bas Empire, destinée à la distribution aux citoyens romains comme droit d'entrée pour assister aux spectacles urbains. De cette façon il s’opéra une division entre la population encore « païenne » avec celle déjà convertie à la nouvelle religion chrétienne.
Selon une interprétation d'Andreas Alföldi, les contorniati étaient un « moyen de la propagande sénatoriale contre l’empire chrétien », des espèces d'amulettes païennes distribuées aux sénateurs durant les fêtes des Saturnales pour revigorer les valeurs de la religion traditionnelle.
Cette thèse est reprise par Riccardo Di Giuseppe pour qui les contorniati étaient des souvenirs du passé romain païen, un signe de ralliement contre les avancées des nouvelles valeurs chrétiennes.

## Quelques exemples de contorniates

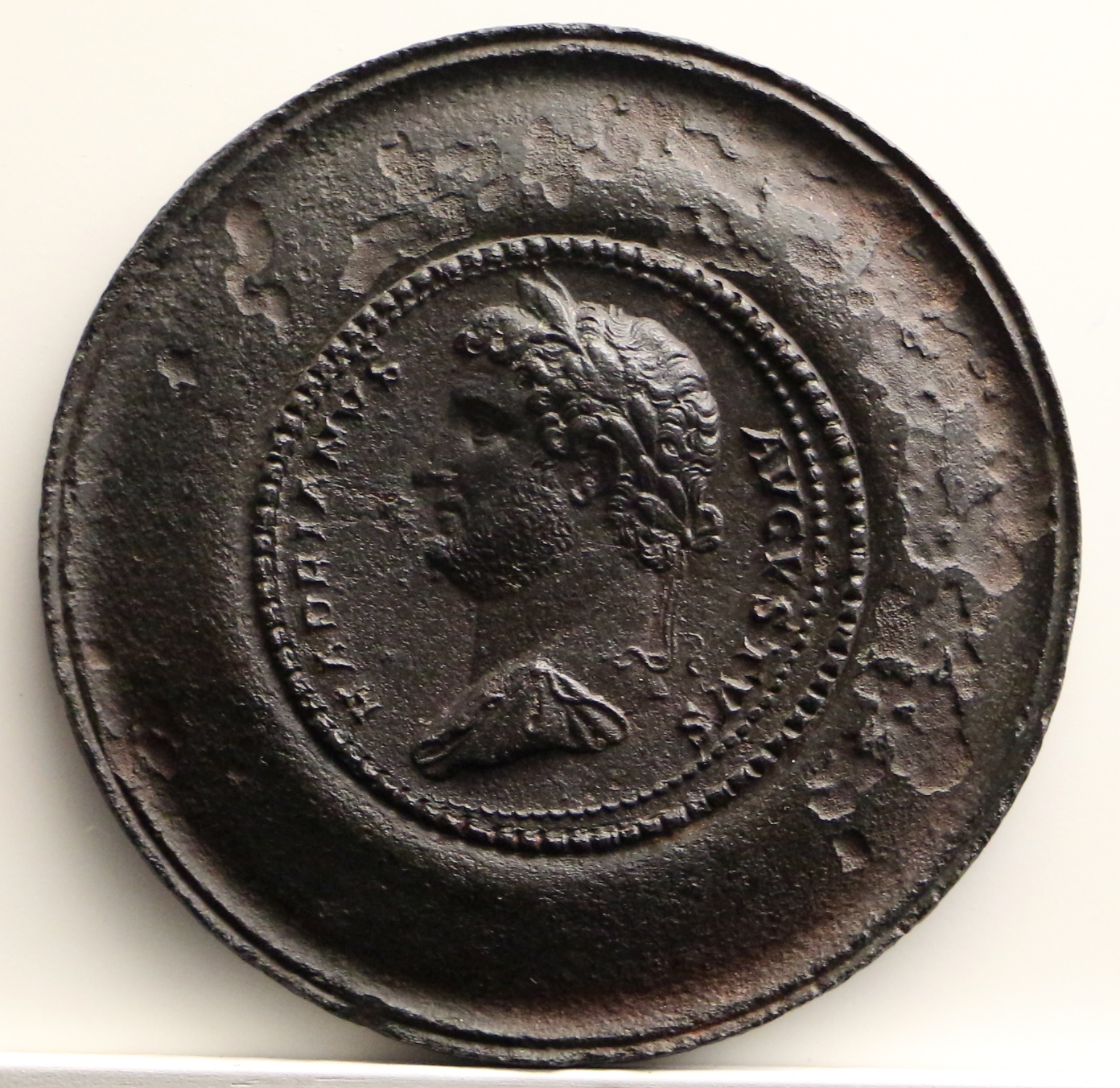
Contorniate à l'effigie de Néron, musée archéologique national d'Aquilée (Italie).
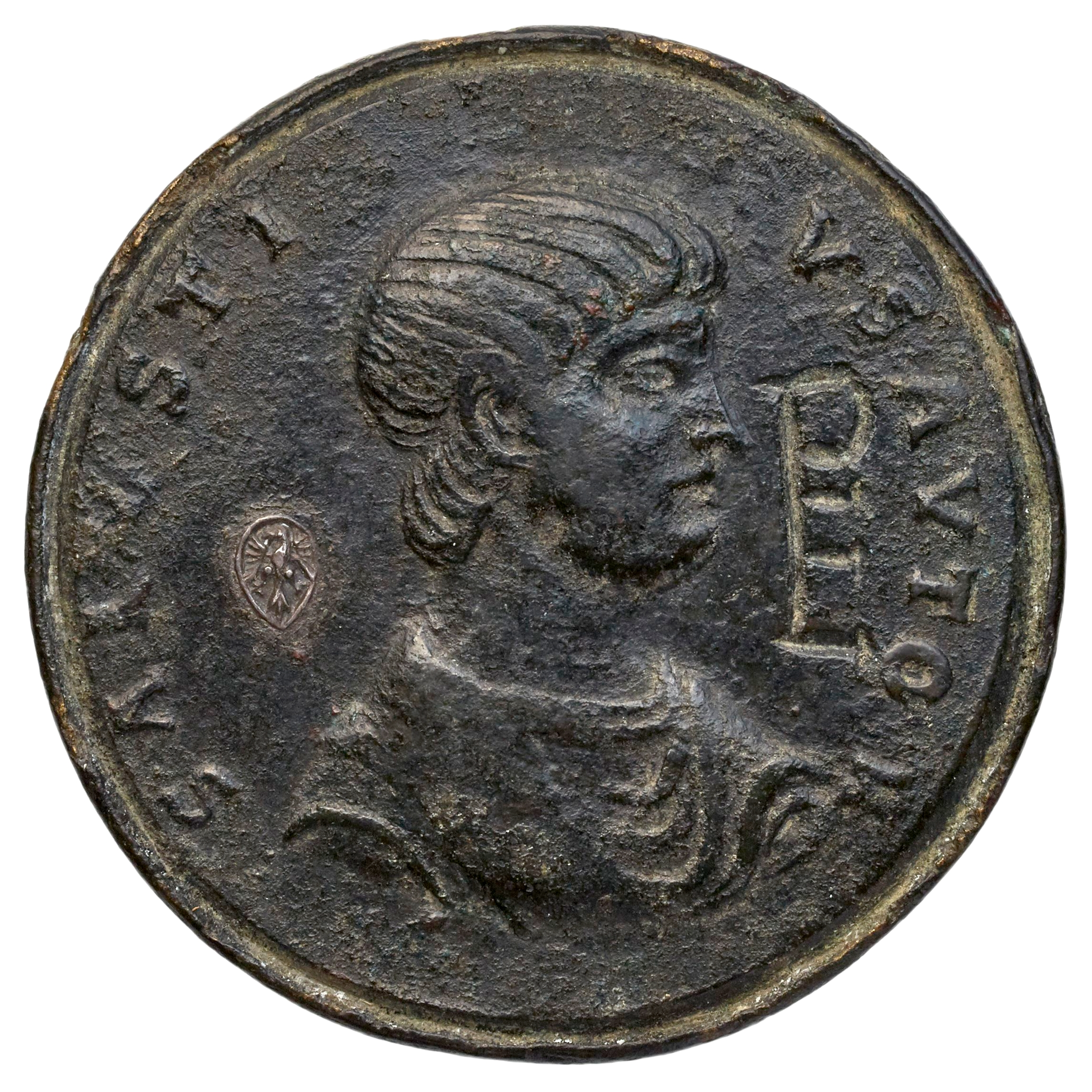
Contorniate à l'effigie de l'écrivain Salluste, collection du cabinet des médailles (BnF).
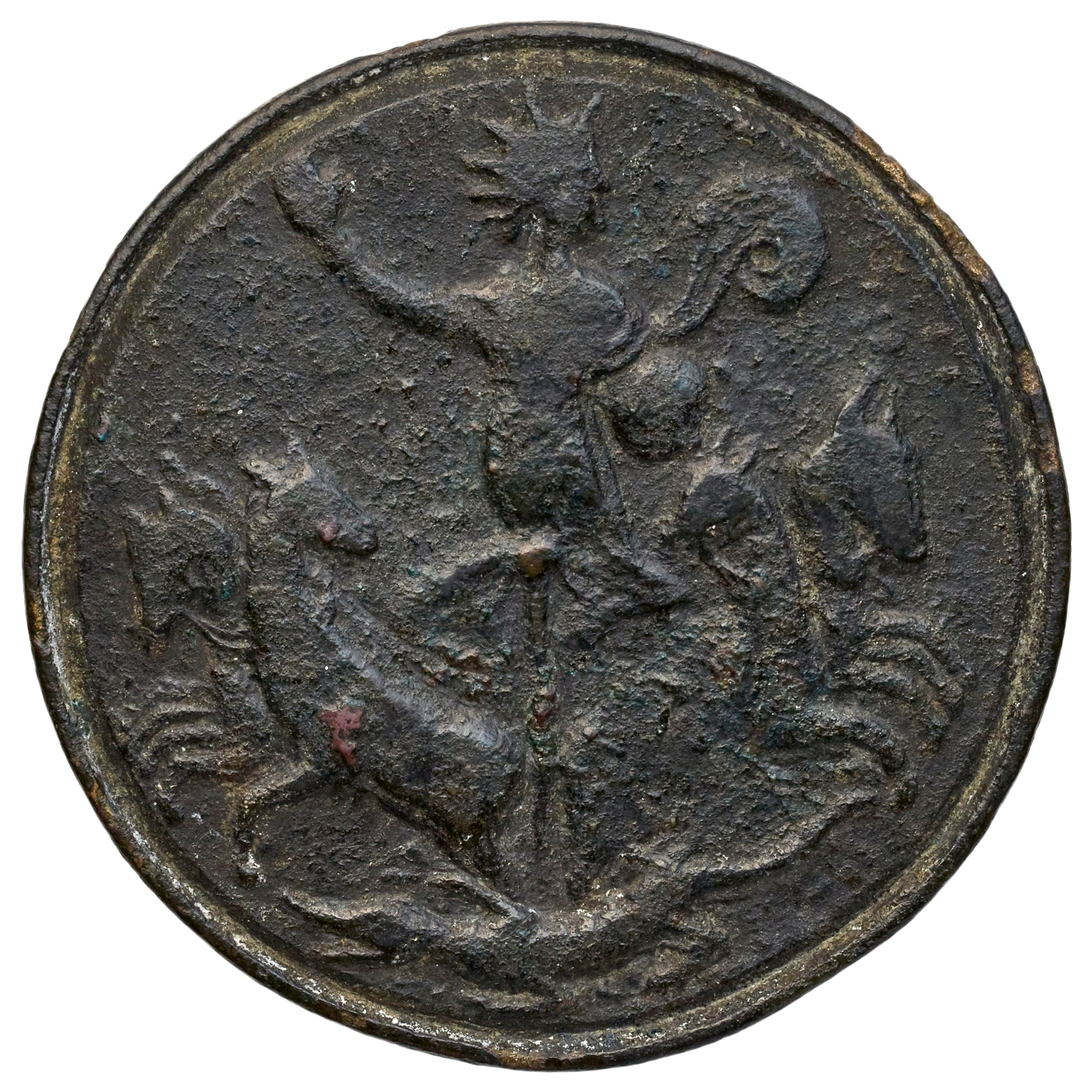
Revers du précédent, Sol dirigeant son char, dessous, un crocodile.
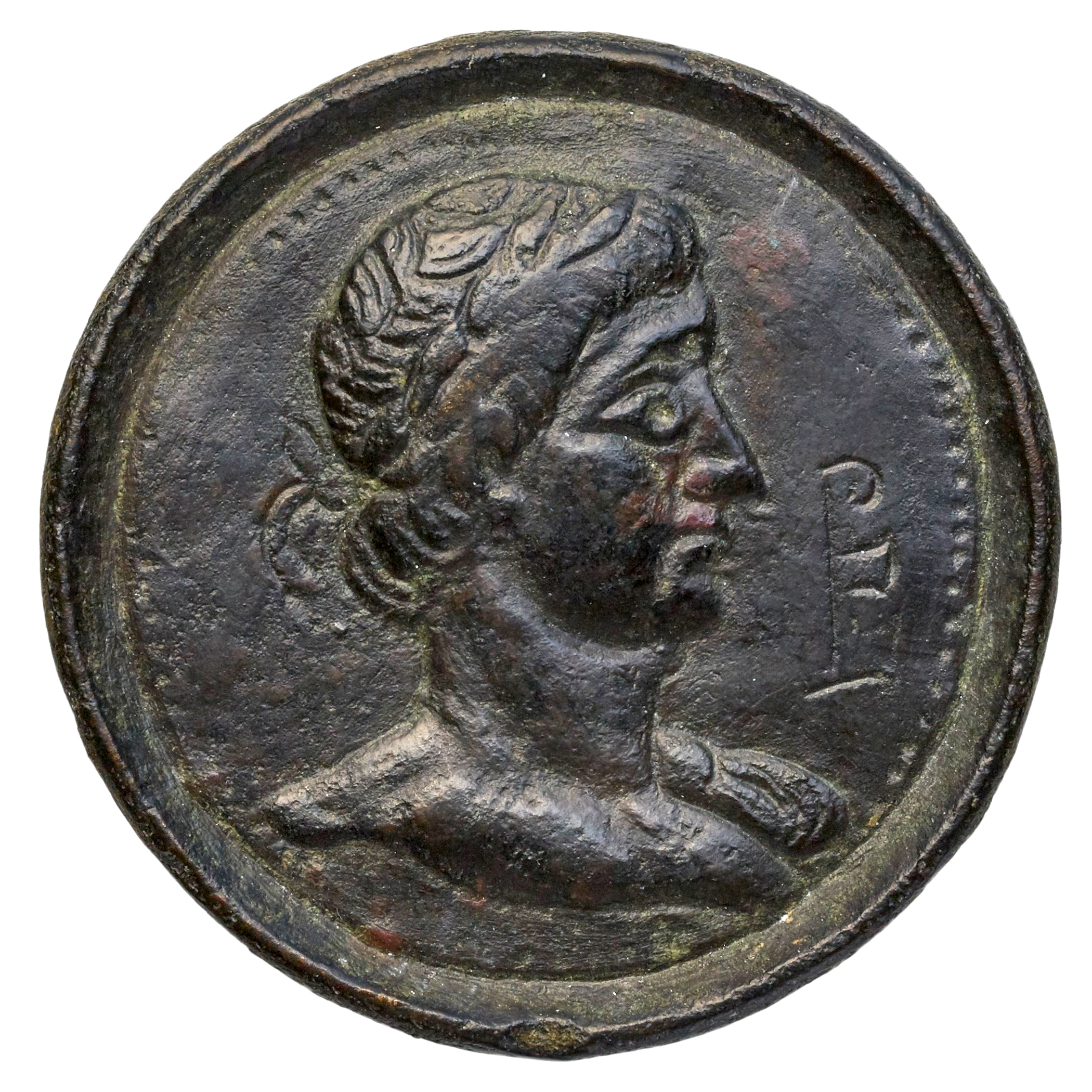
Contorniate à l'effigie de Julien, collection du cabinet des médailles (BnF)
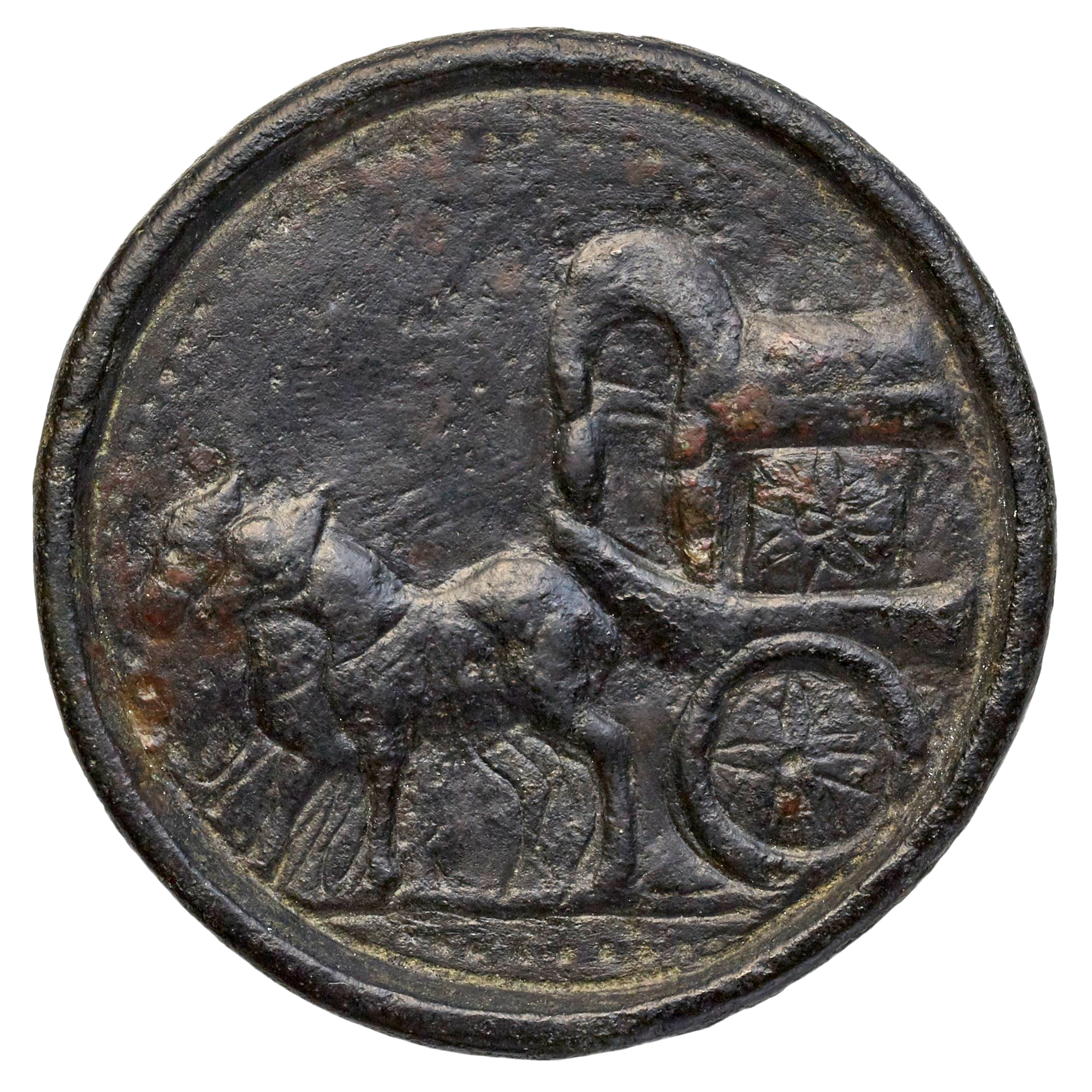
Revers du précédent, un carpentum.